# Mercury Records
Mercury Records es una compañía discográfica subsidiaria de Universal Music Group.

## Historia
Mercury Records fue fundada en 1945 por Irving Green, Berle Adams y Arthur Talmadge en Chicago, Illinois. Al principio se dedicaba casi exclusivamente a grabaciones de los géneros jazz, blues, música clásica, rock and roll, y country.

### Inicios
Inicialmente Mercury abrió dos plantas de prensado, una en Chicago, Illinois y otra en Sant Louis, Misuri. Implementando el uso de prensas automáticas y con turnos de trabajo continuos la Mercury rápidamente se convirtió en competencia directa de grandes sellos como Columbia, Decca, y RCA Victor. 
Con la inclusión de dos promotores de experiencia Tiny Hill y Jimmy Hilliard, empezaron a penetrar el mercado de la música pop con artistas como Frankie Laine, Vic Damone, Tony Fontane y Patti Page. 
En 1947 la Mercury proyecta grabar la canción "Confess" en la voz de Frankie Laine pero el proyecto se modifica gracias a la intervención de Jack Rael, mánager de la cantante Patti Page, y se decide que esta última sea quien grabe el tema. El presupuesto asignado fue tan limitado que hacía imposible pagar a otro cantante para que realizara los coros. La única alternativa que vio Rael fue que Patti grabase nuevamente esas partes sobre el registro original con lo cual la canción se convirtió en el primer ejemplo documentado de la técnica de superposición de pistas (SI).
La compañía no solo distribuyó discos bajo su sello sino también bajo el sello de empresas subsidiarias tales como Blue Rock Records, Cumberland Records, EmArcy Records, Fontana Records, Limelight Records, Philips Records, Smash Records y Wing Records. Además, la Mercury compró materiales de empresas independientes para redistribuirlas bajo su marca.
La división de la Mercury especializada en jazz contó entre sus promotores con John Hammond quién entró en la firma después de la compra de Keystone Records a finales de los 40 del siglo XX. Mercury también fue la empresa insigne y distribuidora oficial de Norman Granz. Estos artistas abandonaron el sello en la siguiente década dejando a la empresa como una de las más importantes en el mundo del Jazz. Bajo su sello Emarcy la Mercury produjo LP de los más importantes artistas post-swing y bebop incluyendo a Clifford Brown y Max Roach, Clark Terry, Dinah Washington, Nat y Cannonball Adderley, Ernestine Anderson, Sarah Vaughn, Maynard Ferguson, Jimmy Cleveland y Herb Geller. 
A principios de la década 1960, Mercury distribuyó jazz bajo el sello flagship y fue pionero en la aplicación de las técnicas estéreo. Entre 1960 y 1970 las estrellas que grabaron con la Mercury fueron entre otras: Quincy Jones, Buddy Rich, Cannonball Adderley, Charles Mingus, Dinah Washington, Sarah Vaughn y Max Roach.
Cuando Norman Granz abandona Mercury crea su propia discográfica, Norgran, que a la postre se convertiría en Verve. Las dos importantes discográficas son ahora propiedad de Universal Music Group y toda la librería de jazz propiedad de Mercury se encuentra ahora en Verve. Desde principios de la década de 1990 muchos de los títulos de jazz de Mercury han sido relanzados por Verve en versiones digitalizadas, usando los master originales e incluyendo trabajos que no aparecieron en las versiones en LP. Junto con esto, Mosaic Records ha lanzado al mercado trabajos remasterizados de artistas de Mercury y Verve tales como Max Roach, Roy Eldridge, Dizzy Gillespie y Buddy Rich.

### Series 'Mercury Living Presence'
En 1951, bajo la dirección del ingeniero de grabación C. Robert Fine, de su esposa la productora musical Wilma Cozart y del director de grabación David Hall, Mercury Records inició una técnica de grabación en la que se usaba un único micrófono. La primera grabación usando esta técnica fue "Pictures at an Exhibition" realizado por Rafael Kubelík y la Sinfónica de Chicago. En su época algún crítico del New York Times describió el sonido como "si se estuviese en presencia de la orquesta en vivo" con este trabajo la Mercury comenzó a distribuir su famosa serie de piezas clásicas bajo el nombre de 'Living Presence'. Esta serie se produjo hasta 1967 bajo la vicepresidencia de Harold Lawrence van Ausdall.
En 1955, la Mercury comienza a usar 3 micrófonos omnidireccionales para hacer grabaciones en estéreo sobre cintas de tres pistas. En 1961, Mercury mejora su técnica de grabación estéreo al usar cintas magnéticas de 35 mm. La mayor área de la cinta magnética prevenía los efectos de superposición magnética y de pre-eco mientras aumentaba el ancho de banda y la respuesta a los trasientes. Los discos estéreo de la serie 'Living Presence' fueron masterizados directamente desde las cintas de tres pistas, con una mezcla 3-2 . La misma técnica fue usada durante la edición de los CD a principios de los 1990. Específicamente las cintas de 3 pistas fueron grabadas sobre máquinas Ampex 300-3 1/2" a 15 IPS (Pulgadas por segundo). Las cintas magnéticas de 35mm fueron hechas sobre grabadoras Westrex de 3 pistas. La mezcla de 3-2 fue realizada en un mezclador Westrex modificado. Para el caso de las distribuciones en CD, la salida del mezclador análogo Westrex se enviaba a un ADC (conversor Análogo-Digital) que los grababa son cintas Sony 163. No se usaron técnicas de filtrado digitales ni reducción de ruido.

### Historia reciente
En 1961 la compañía neerlandesa Philips, habiendo concluido su contrato de distribución con Columbia Records fuera de Norteamérica, firma un acuerdo de intercambio con la Mercury. Con él, Philips compra a Mercury y sus sellos subsidiarios para expandir su base en los Estados Unidos. En 1962 Philips unió sus operaciones con Deutsche Grammophon para convertirse en PolyGram en 1972.
Bajo el control de PolyGram, la Mercury absorbió a Casablanca Records, hogar de la banda de rock Kiss y de las estrellas disco Donna Summer y Village People. En 1974 firman a una prometedora banda de rock, Rush, abriendo su espectro musical. Entre 1982 y 1990 se centra en el género hard rock/metal/pop al grabar discos de Kiss, Scorpions, Tears for Fears, Bon Jovi, Cinderella, Def Leppard y Hanson. 
A finales de 1998, PolyGram fue comprada por Seagrams, la cual absorbió a la compañía dentro de su Universal Music Group. En esta reorganización, Mercury Records fue dividido en el nuevo Island Def Jam Music Group. La colección pop de la Mercury fue, en su mayor parte, tomada por Island Records, mientras que el resto de su colección tiene un nuevo hogar en Def Jam Records. La Mercury se convirtió así en Mercury Nashville Records y sigue activa como una filial de Universal Music Group Nashville. La Mercury continua operando como un sello totalmente funcional en Gran Bretaña
Mercury Records ha sido relanzada como un sello de Island Def Jam Music Group, con David Massey como Presidente.